# Pachycephala lorentzi
Sibilante-de-lorentz ou assobiadeira-de-peito-cinzento (Pachycephala lorentzi) é uma espécie de ave da família Pachycephalidae.
Pode ser encontrada nos seguintes países: Indonésia e Papua-Nova Guiné.
Os seus habitats naturais são: regiões subtropicais ou tropicais húmidas de alta altitude.